# Björn Ibsen
Pour les articles homonymes, voir Ibsen (homonymie).
Aage Bjorn Ibsen (né le 30 août 1915 à Frederiksberg, mort le 7 août 2007 à Copenhague) était un  anesthésiste  danois et un fondateur des soins intensifs. 

## Éducation
Ibsen commença à travailler dans un hôpital provincial du Jutland (Danemark) déjà pendant ses études en médecine (1939) et y fit ses premières anesthésies. Cependant, il décida d’abord d'entamer une carrière de chirurgien, dès 1940, après avoir terminé ses études à l’université de Copenhague,. Vers 1949, il décida à nouveau de changer de trajectoire pour rejoindre le Massachusetts General Hospital afin de recevoir une formation d’anesthésiste sous la direction du célèbre médecin Beecher, Henry K. (en). 

### Moment clé d’Ibsen: sa première ventilation de longue durée en 1952
En mars 1952, le médecin Mogens Bjørneboe traitait un nouveau-né atteint de tétanos congénital. L'enfant avait de sévères convulsions et Björneboe s’interrogeait sur la possibilité de traiter les crampes du bébé avec du curare. Il n’était cependant pas suffisamment formé aux techniques anesthésiques pour pouvoir effectuer ce traitement. Il se souvenait que deux ans auparavant il avait rencontré l’épouse d'Ibsen lors d'un trajet transatlantique, et qu'elle lui avait parlé du travail de son mari. Bjørneboe décida de contacter Ibsen afin de lui proposer une coopération. 
Ibsen curarisa et ventila l'enfant manuellement avec un insufflateur. L'enfant récupéra d’abord. Cependant, Ibsen hésita en raison des principes enseignés aux États-Unis et arrêta à cause de l’attitude réticente de Beecher, Henry K. (en) concernant la curarisation à long terme des patients à Boston. L'enfant recommença à avoir des convulsions et décéda peu après. 
Pour Ibsen, ce fut une expérience cruciale, il commença à remettre les enseignements qu’il avait obtenus aux États-Unis en question. 

### La grande épidémie de poliomyélite de 1952
Le déclenchement de la grande épidémie de poliomyélite fut un grand choc au Danemark un pays qui ne comptait que 4,5 millions d’habitants en 1952. Lors de l’année de son éruption plus de 5.722 cas de poliomyélite furent enregistrés, dont 2.450 montraient des signes de paralysie respiratoire. Le seul hôpital habilité au traitement de la polio pour la région de Copenhague – le Blegdam – était pris d’assaut : dans les six premières semaines après l'apparition de la crise, entre 30 et 50 nouveaux patients étaient accueillis par l’hôpital chaque jour. Les capacités de traitement (seul un poumon d’acier et six respirateurs à cuirasse étaient disponibles) étaient complètement saturées et insuffisantes. L’équipe médicale sous la direction de Henry Cai Alexander Lassen recherchait d’urgence une idée de traitement alternatif. Sur recommandation de Mogens Bjørneboe, Björn Ibsen fut invité à participer à cette réunion[. Ibsen avait lu auparavant un article de A.G. Bower, où le succès d'une ventilation manuelle (comme complément de la respiration par poumon d’acier) était décrite dans le traitement des patients atteints de polio. 
Ibsen eut l'intuition que les patients atteints de poliomyélite bulbaire et / ou respiratoires ne mouraient pas d’une surproduction virale dans le sang ou le cerveau, (comme cela était présenté par de nombreux collègues), mais en raison d'une augmentation du CO2 contenu dans le sang à la suite d'une hypoventilation. Ibsen autopsia quatre patients morts de poliomyélite et qui avaient été ventilés par poumon d'acier. Il trouva des niveaux excessifs de dioxyde de carbone, bien que les poumons étaient parfaitement opérationnels. Lassen demanda à Ibsen alors de développer dans l’espace d'un week-end une méthode de traitement pour ensuite la tester sur un patient choisi par Lassen.

### Le premier traitement d’Ibsen de la poliomyélite
Le 26 août 1952 une jeune fille de 12 ans gravement atteinte de poliomyélite fut admise à l’hôpital de Blegdam ; ses muscles respiratoires, ses jambes et bras étaient déjà partiellement paralysés. La jeune fille avait un poumon presque complètement obstrué de mucosités. Elle était menacée à court terme de suffoquer de sa propre salive. Le jour suivant, Ibsen procéda sous les yeux de l'équipe médicale de l'hôpital de Blegdam, au traitement du patient. Le médecin Dr Falbe-Hansen procéda une trachéotomie sous anesthésie locale. L'enfant - prise de panique - se débattit, et Ibsen ne pouvait l’intuber. Il décida alors de procéder à une anesthésie générale afin de supprimer les spasmes et de calmer la patiente. Les collègues –qui avaient peu de connaissances des techniques anesthésiques - quittèrent alors la salle d’opération, supposant que le traitement avait échoué et que la jeune fille allait mourir. Cependant, Ibsen aspira le mucus pulmonaire et prit un insufflateur afin de procéder à la ventilation manuelle du patient. Après quelques dizaines de minutes les collègues revenus depuis purent constater qu’Ibsen pouvait ventiler la patiente et que ses poumons étaient presque libres de salive. Grâce à la démonstration d'Ibsen, HCA Lassen décida de modifier les techniques de respiration dans l’espace de trois jours pour tous les patients atteints de polio ayant des problèmes respiratoires. Ce défi logistique majeur fut résolu en créant des stations de ventilation en place et en recrutant d’urgence 250 étudiants en médecine et 260 infirmières pour assurer la respiration manuelle des patients. Le taux de mortalité des patients tomba de 87 % à environ 25 % en l'espace de quelques semaines.

### La confirmation de la ventilation à long terme en tant que thérapie et de la création de la première unité de soins intensifs
En juin 1953, un enfant atteint de tétanos fut admis à l'hôpital de Blegdam. Ibsen décida cette fois-ci de mener son traitement décrit précédemment à bien - sans interruption prématurée. Pour Ibsen les symptômes des patients atteints de tétanos (qui ne peuvent respirer à cause de crampes) et des patients atteints de poliomyélite (qui ne peuvent respirer à cause de la faiblesse musculaire) étaient techniquement très proches. Il utilisa le curare afin de mettre son patient dans un état similaire à la polio, puis il ventila l'enfant pendant une durée de 17 jours (avec une équipe alternante) jusqu’au réveil du petit patient. 
Étant un employé externe de l'hôpital, Ibsen présenta à l'administration une facture pour 17 jours de réanimation. Alarmée par le coût élevé, la ville de Copenhague chargea Ibsen de créer un département d’anesthésie qu’il dirigerait en tant qu’interne. 
Ibsen dirigea dès 1954 le département anesthésique de l’hôpital communal de Copenhague et instaura une salle de surveillance et de ventilation ouverte la journée entière. Ce fut la création de la première station de soins intensifs au monde.